# 仁粋大妃
仁粋大妃（にんすいたいひ/インステビ、正統2年9月8日（1437年10月7日） - 弘治17年4月27日（1504年5月11日）、昭恵王后（しょうけいおうこう/ソヘワンフ、朝鮮語: 소혜왕후））は、李氏朝鮮第9代国王成宗の生母。本貫は清州韓氏。諡号は仁粋徽粛明懿昭恵王后（にんすいきしゅくめいいしょうけいおうこう、朝鮮語: 인수휘숙명의소혜왕후）。従兄は韓致亨（かん ちきょう/ハン・チヒョン、1434年 - 1502年）。朝鮮史における稀有の女傑、もしくは鉄の女として知られる。

## 生涯
清州韓氏の名士、韓確（かん かく、ハン・ファク、한확、1403年 - 1456年、後に西原府院君襄節公）の末娘として漢城府に生まれた。
2人の叔母が明の永楽帝の側室、康恵荘淑麗妃韓氏（1388年？ - 1424年）と宣徳帝の女官、恭慎夫人韓氏（1410年 - 1483年）であった。また、姉（桂陽君夫人韓氏、生年不詳 - 1480年?）が世宗の2番目の庶子の桂陽君（けいようくん、ケヤングン、1427年 - 1464年）と結婚するなど、清州韓氏の一族は両国の王室と婚姻関係を結んでいた。 父の韓確も明との交渉を専門に担当した当時の外交官として、明からの寵愛を土台に出世街道を走った。
韓氏は幼少の頃から文才に優れ、朝鮮第4代国王世宗の孫であった桃源君に嫁いで2男1女をもうけ、舅の首陽大君（桃源君の父）が甥にあたる端宗から王位を奪って即位（世祖）し、夫が王世子（懿敬世子）になるのに伴い、景泰6年（1455年）に世子嬪になった。しかしその後、父の韓確と夫の懿敬世子が急病で立続けに逝去するとすぐに貞嬪（後に粋嬪）という名前を受け、宮廷を離れて生活することになった。
しかし、世祖の次男で懿敬世子の弟に当たる睿宗が即位後1年余りで薨去すると、睿宗の王子が幼少であったため、韓氏は韓明澮ら一部の世祖時代の勲旧派の家臣と手を組んで、次男の乽山君を王位に就かせた。成宗即位後、亡夫の懿敬世子が追尊を受け徳宗と称せられたのに伴い、成化7年（成宗2年、1471年）1月18日に韓氏も昭恵王后と追尊され、成化11年（成宗6年、1475年）2月27日には仁粋大妃となり、権力を掌握した。更に弘治7年（1494年）12月29日に成宗の第一王子・燕山君が即位すると大王大妃に昇格した。仁粋大妃は梵語、漢語、国語の三字体で婦女子の礼儀作法を教えるために『内訓』（ないくん、ネフン、내훈）を編纂し、これは後世貴重な研究資料となった。また仏教に帰依し信仰にも篤かった。
成宗の2番目の王妃であった尹氏と対立すると、仁粋大妃は嫉妬深いことを理由に尹氏を廃位させ死に追いやった。これが後に仁粋大妃の孫にして廃妃尹氏の王子、燕山君による大規模粛清事件（甲子士禍）を引き起こす原因となり、彼女自身も晩年は孫の燕山君と対立を深めて権力の座から追われる身となり、甲子士禍の発生した弘治17年（1504年(燕山君10年)）5月に燕山君からの苛烈な虐待を受け、その数日後に数え年の68歳で薨去した。

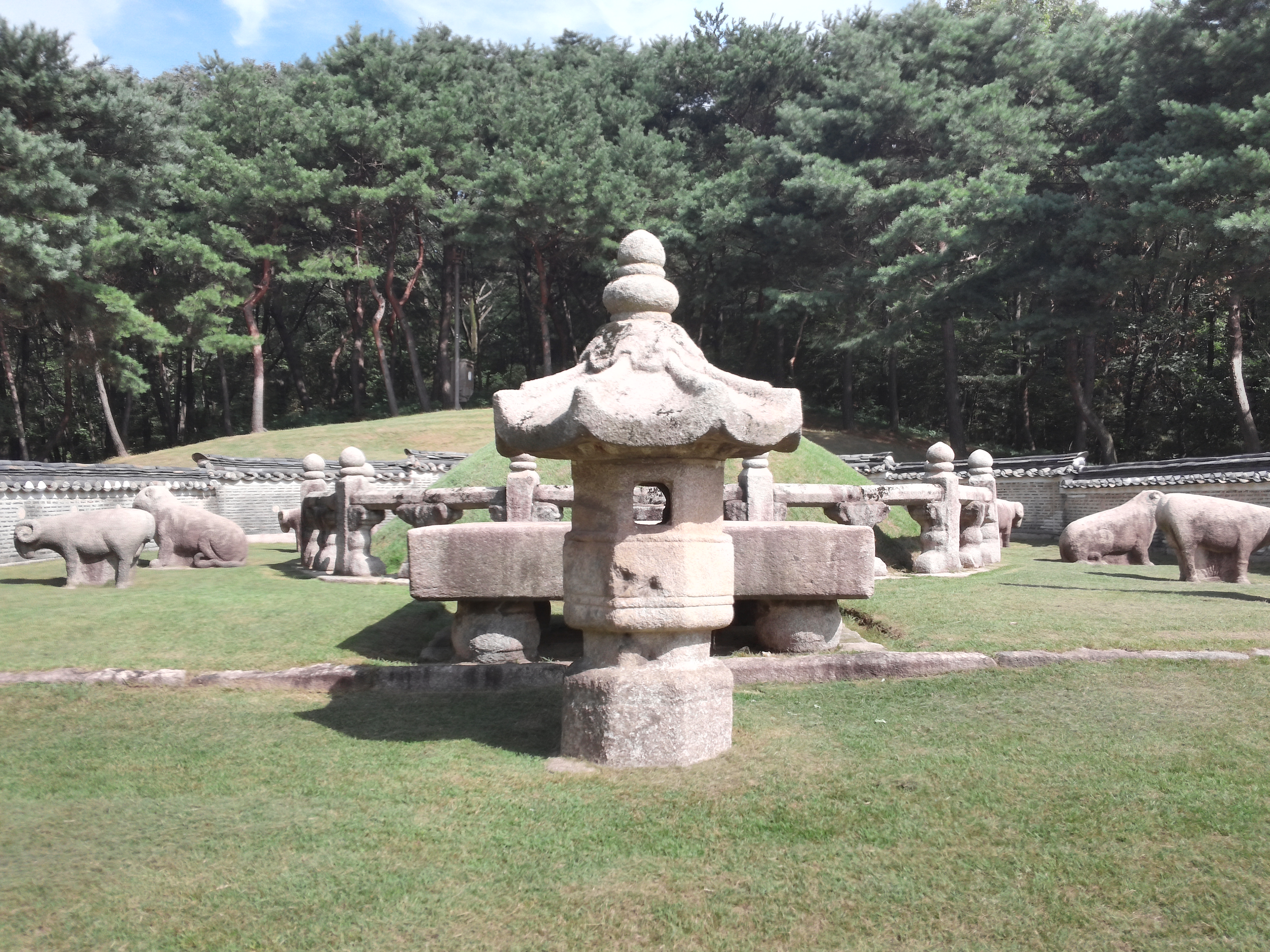
仁粋大妃が葬られた敬陵（高陽市）

## 家族
- 父：靖難佐翼功臣 左議政 西原府院君 襄節公 韓確（1400年-1456年）
- 母：南陽府夫人 南陽洪氏
- 夫：懿敬世子
  - 長男：月山大君
  - 次男：成宗
  - 嫁：恭恵王后韓氏
  - 嫁：廃妃尹氏
  - 嫁：貞顕王后尹氏
    - 孫：第10代国王 燕山君（成宗と廃妃尹氏の子）
    - 孫：第11代国王中宗（成宗と貞顕王后の子）

  - 長女：明淑公主（1455年-1482年）

## 登場作品

### テレビドラマ
- 朝鮮王朝五百年 雪中梅 (1984-1985年、日本未公開、演：コ・ドゥシム)
- 韓明澮 〜朝鮮王朝を導いた天才策士〜(1994年、演：キム・ヨンナン)
- 王妃チャン・ノクス -宮廷の陰謀-  (1995年、演：パン・ヒョジョン)
- 王と妃（1998-2000年、演：チェ・シラ）
- 王と私（2006-2007年、演：チョン・インファ）
- インス大妃（2011-2012年、演：ハム・ウンジョン／チェ・シラ）
- 逆賊-民の英雄ホン・ギルドン-   (2017年、演：ムン・スク)

### 映画
- 王の男  (2005年、演：ユン・ソジョン)